# 传媒大学站

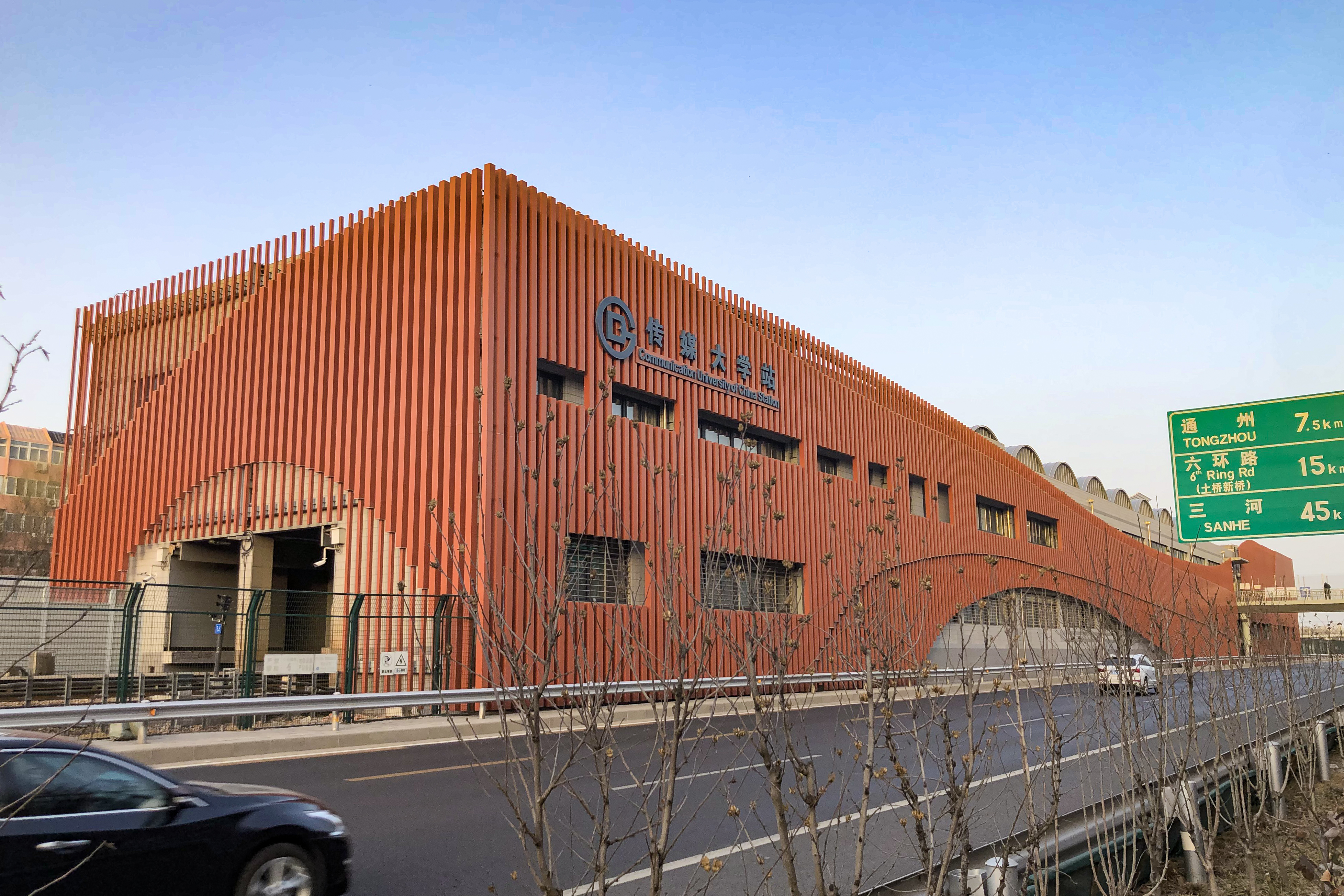
車站外觀

传媒大学站是一个位于中国北京市朝阳区三间房地区梆子井建国路、京通快速路、定福庄东街交叉口中央，属于北京地铁八通线的地铁车站，由于紧邻中国传媒大学（原名北京广播学院）而得名。传媒大学站是八通线客流量最大的地铁站。
传媒大学站原名定福庄站，因邻近北京广播学院而更名广播学院站，后于2007年4月更名为传媒大学站。

## 車站結構

### 車站樓層

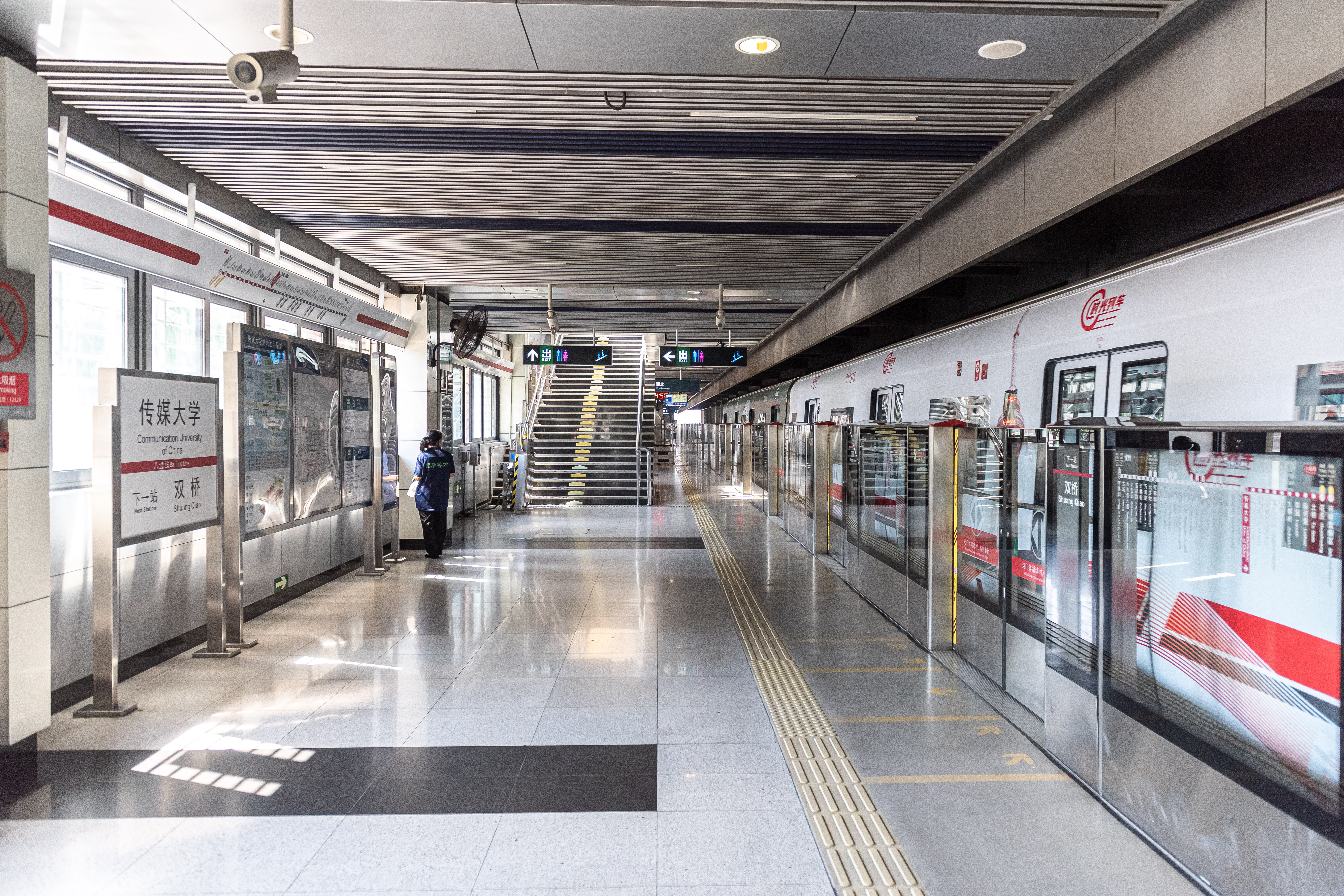
东行站台（2023年9月摄）

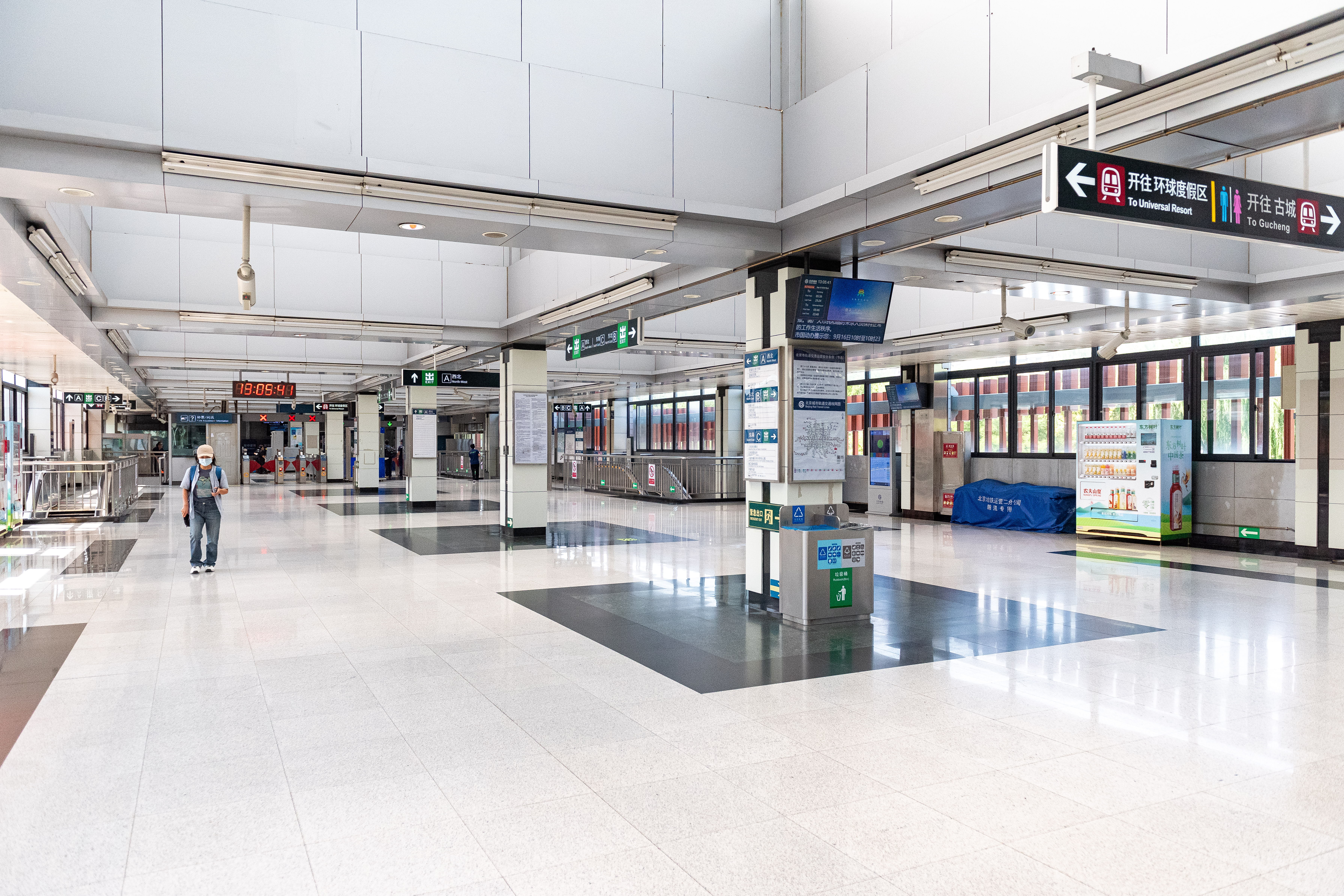
大堂（2023年9月摄）

| 地上二层 站厅层 | 站厅                              | 出入口、客务中心、自动售票机、进出站闸机 |
| 地上一层 站台层 | 侧式站台，右側開门                | 侧式站台，右側開门                       |
| 地上一层 站台层 | █ 八通线往古城（1号线）（高碑店） |                                          |
| 地上一层 站台层 | █ 八通线往环球度假区（双桥）      |                                          |
| 地上一层 站台层 | 侧式站台，右側開门                |                                          |

### 设施
传媒大学站是北京地铁站中少数几个配备有残疾人牵引车的地铁站。
传媒大学站有出入口电梯两个，一上一下，位置在站厅层。

## 出口
售票厅南北各有两个出入口，通过过街天桥横跨京通快速路和辅路到道路两侧的人行道上。
|                           |            |                                                                          |      |            |
| 编号                      | 指示       | 建议前往的目的地                                                         | 照片 | 无障碍设施 |
| 出口 · A                  | 定福庄西街 | 定福庄西里1号院、内蒙古饭店                                              |      |            |
| 出口 · B · 无障碍通道标志 | 定福庄东街 | 中国传媒大学、京通快速                                                   |      |            |
| 出口 · C · 无障碍通道标志 | 京通快速   | 三间房办事处、三间房派出所、中国传媒大学大学生公寓、珠江绿州家园、梆子井 |      |            |
| 註： 設有                 |            |                                                                          |      |            |

## 車站周邊
传媒大学站位于京通快速路的中间隔离带，辅路是建国路。紧邻中国传媒大学，附近还有北京第二外国语学院。因为处于北京五环路以外，环境较为偏僻，因此周围商家不多，较为知名的有内蒙古饭店和济世堂药店，住宅小区有珠江绿洲家园。
此外由于传媒大学站位于地上，因此周围居住区沿线架设有声屏帐。主要由吸音板和阳光板构成，可以截拦噪音。